# The Princeton Review

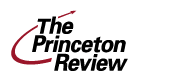
Offizielles Logo des Princeton Review

The Princeton Review (TPR) ist ein US-amerikanisches Unternehmen, welche sich auf die pädagogische Vorbereitung (insbesondere auf standardisierte Tests) spezialisiert hat. Sie wurde 1981 von John Katzman gegründet, nachdem er an der Princeton-Universität seinen Abschluss machte.

## Vorbereitung auf standardisierte Tests
Das Princeton Review bietet Vorbereitungskurse für folgende Tests:
- SAT
- PSAT
- Advanced Placement (AP Exams)
- ACT
- Graduate Record Examination (GRE)
- Law School Admissions Test (LSAT)
- Graduate Management Admission Test (GMAT)
- Medical College Admission Test (MCAT)
- United States Medical Licensing Examination
- TOEFL
- Secondary School Admission Test
- ISEE
- NCLEX-RN
- SHSAT

## Aufnahme an Universitäten
Der Verlag des Princeton Review publiziert verschiedene Handbücher über die Aufnahme an Amerikanischen Colleges und Universitäten, wie zum Beispiel die Bücher The 366 Best Colleges, Complete Book of Colleges und Parents' Guide to College Life. Des Weiteren werden auch Bücher für die gezielte Vorbereitung auf standardisierte Tests herausgegeben. Die Website des Princeton bietet einige Informationen sogar kostenlos an, wie zum Beispiel Ranglisten.
Der Princeton Review bietet auch Hilfe für Colleges und Universitäten selber an. Selbst einige Schuldistrikte werden von dem Princeton Review beraten.
siehe auch: Schulsystem der Vereinigten Staaten